# Albizia edwallii
Albizia edwallii là một loài loài thực vật họ Đậu (Fabaceae).
Loài này có ở Argentina và Brasil.